# Schrankia costaestrigalis
Schrankia costaestrigalis — вид лускокрилих комах з родини еребід (Erebidae).

## Поширення
Вид поширений в Європі, на Канарських островах, Мадейрі, Сирії, Вірменії. Він також завезений до Нової Зеландії.

## Опис
Розмах крил 16-22 мм. Довжина передніх крил 9–11 мм. Переднє крило білувато-вохристе, змішане з буруватим до кости; тонка чорна риска під костою в основі; внутрішня лінія частково чорнувата, зубчаста; передній край похилий, неправильний, частково позначений темним кольором, а край ззаду білуватий; осередкова пляма дрібна, чорнувата, з'єднана із зовнішньою лінією темним пухнастим нальотом; субтермінальна лінія нечітка, бліда; заднє крило світло-жовте, з сірою дискальною крапкою.

## Спосіб життя
Міль літає з травня по жовтень залежно від місця розташування. Личинки живляться різними трав'янистими і деревними рослинами.